# Ballonplatz
Der Ballonplatz ist ein Platz im Berliner Ortsteil Karow des Bezirks Pankow.

## Geschichte
Am 27. September 1788 unternahm der französische Ballonfahrer Jean-Pierre Blanchard seine 33. Fahrt mit seinem Freiballon über Berlin. Er startete um 15:40 Uhr im mit Wasserstoffgas gefüllten Ballon am Exerzierplatz im Tiergarten, flog in nordöstlicher Richtung über die Spree und hatte beim Gesundbrunnen eine Höhe von circa 1000 Metern erreicht. Dort ließ er zwei kleine Hunde an einem Fallschirm hinab; die beiden landeten sicher auf dem Boden. Gegen 16:00 Uhr hatte er über dem Pankower Gebiet eine Flughöhe von circa 1920 Metern und landete um 16:30 Uhr auf einem freien Feld zwischen Buch und Karow, da, wo jetzt das Neubaugebiet Neu Karow ist.